# Acaena macrocephala
Acaena macrocephala es una especie de planta del género Acaena, perteneciente a la familia Rosaceae.

## Taxonomía
Acaena macrocephala fue descrita por Poepp. en 1833.

## Distribución
Se encuentra en el territorio sur de Argentina y en el centro y sur de Chile.